# Sylvio Hoffmann Mazzi
Sylvio Hoffmann Mazzi (* 11. Mai 1908 in Rio de Janeiro; † 15. November 1991) war ein brasilianischer Fußballspieler.

## Karriere

### Verein
Sylvio Hoffmann, auch in der Schreibweise Silvio Hoffmann Mazzi geführt, spielte in seiner Karriere für verschiedene Vereine in Brasilien und Uruguay.
Stationen seiner Karriere waren der CR Vasco da Gama, Fluminense FC, São Cristóvão FR, FC Santos, FC São Paulo und Botafogo FR. Zudem wird er teilweise auch als Spieler des Club Atlético Peñarol im Jahr 1933 geführt und ihm der dortige Gewinn der Uruguayischen Meisterschaft zugeschrieben. Dies kann aber schon deshalb nicht zutreffen, weil in der Saison 1933 Peñarols Konkurrent Nacional Montevideo den Titel gewann. Überdies wird sein Name in den Kaderaufstellungen des Jahres 1933 nicht erwähnt und ist auch in einschlägiger Literatur zum uruguayischen Verein nicht zu finden. Tatsächlich gehörte er 1935 dem Kader Peñarols in der Primera División an. In der Spielzeit jenes Jahres gewannen die Montevideaner die Uruguayische Meisterschaft. Hoffmann findet allerdings in Auflistungen zur Stammmannschaft der Spielzeit keine Erwähnung. Sylvio Hoffmann wird jedoch die Staatsmeisterschaft von Rio de Janeiro in jenem Jahr mit Botafogo Rio de Janeiro zugeschrieben.

### Nationalmannschaft
Er war Mitglied der Nationalmannschaft Brasiliens bei der Fußball-Weltmeisterschaft 1934 sowie auf der anschließenden Reise mit zahlreichen Freundschaftsspielen. Er kam hier zu insgesamt zehn Einsätzen, wovon zwei offizielle Länderspiele waren. Hierbei gelang ihm kein Tor.

## Erfolge
Botafogo
- Staatsmeisterschaft von Rio de Janeiro: 1935